# ژان-سیریل روبن
ژان-سیریل روبن (فرانسوی: Jean-Cyril Robin‎؛ زادهٔ ۲۷ اوت ۱۹۶۹) دوچرخه‌سوار اهل فرانسه است.
وی در مسابقات کشوری و بین‌المللی در مجموع برندهٔ ۱ مدال برنز شده‌است.